# Catalexis tapinota
Catalexis tapinota là một loài bướm đêm thuộc họ Gelechiidae. Chúng là đại diện duy nhất của chi đơn loài Catalexis.